# 奧列尼奧克區
68°30′15″N 112°26′50″E / 68.50417°N 112.44722°E
奧列尼奧克區（俄语：Оленёкский район），是俄羅斯的一個區，位於該國東部，由薩哈共和國負責管轄，始建於1935年10月1日，面積318,000平方公里，2010年人口4,127，人口密度每平方公里0.01人。行政中心为奥列尼奥克。